# 高橋義次

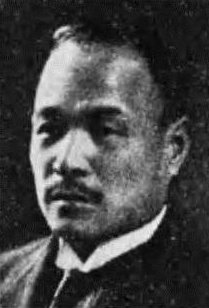
高橋義次

高橋 義次（たかはし よしつぐ、1882年（明治15年）8月23日 - 1969年（昭和44年）2月2日）は、日本の衆議院議員（立憲民政党）。弁護士。

## 経歴
宮城県栗原郡畑岡村（現在の栗原市）出身。1904年（明治37年）に宮城県師範学校を卒業した後、5年間小学校訓導を務めていたが、日本大学英法科に入学し、1915年（大正4年）に卒業した。1917年（大正6年）に弁護士試験に合格して事務所を開き、東京弁護士会常議員、日本弁護士協会理事を務めた。また芝区会議員、同議長、東京市会議員、同参事会員に選出された。
1932年（昭和7年）、第18回衆議院議員総選挙に出馬し、当選。1934年（昭和9年）、第2次東京市会疑獄（瓦斯疑獄）により東京地方裁判所で懲役4ヵ月・追徴金1500円の判決を受けたが、翌年の控訴審で無罪判決を受けた。その後、第20回衆議院議員総選挙で再選を果たした。1942年（昭和17年）の第21回衆議院議員総選挙では大政翼賛会の推薦を受けたが落選した。
戦後は公職追放となるが、極東国際軍事裁判で海軍の主任弁護人を務め、追放解除後に東京弁護士会会長、日本弁護士連合会会長を歴任した。墓所は多磨霊園(19-1-7)